# Selaginella alampeta
Selaginella alampeta är en mosslummerväxtart som beskrevs av M. Kessler och A. R. Sm.. Selaginella alampeta ingår i släktet mosslumrar, och familjen mosslummerväxter. Inga underarter finns listade i Catalogue of Life.